# Nati nel 1665
| Questa pagina contiene informazioni ricavate automaticamente dalle voci biografiche con l'ausilio del template Bio e di un bot. L'aggiornamento è periodico e automatico e ricostruisce completamente la pagina. Se manca una persona in questa lista, sei pregato di non aggiungerla, ma accertati piuttosto che la sua voce biografica contenga il template Bio e che i dati anagrafici siano correttamente compilati. Se il template Bio manca, inseriscilo tu stesso o, in alternativa, metti l'avviso {{tmp\|Bio}} che ne segnala la mancanza. Se i dati riportati sono sbagliati, correggi direttamente la voce biografica; le modifiche saranno visibili in questa lista entro pochi giorni. Per chiarimenti vedi il progetto biografie. La lista contiene solo le 75 persone che sono citate nell'enciclopedia e per le quali è stato implementato correttamente il template Bio. Pagina aggiornata al 10 ago 2025. |

## Gennaio(4)
- 6 gennaio - Carlo Luigi di Nassau-Saarbrücken, nobile tedesco († 1723)
- 9 gennaio - George-Prosper de Verboom, ingegnere militare belga († 1744)
- 11 gennaio - Ermanno Federico di Hohenzollern-Hechingen, generale e nobile tedesco († 1733)
- 16 gennaio - Coriolano Montemagni, politico italiano († 1731)

## Febbraio(6)
- 6 febbraio - Anna di Gran Bretagna, sovrana britannica († 1714)
- 10 febbraio - Conrard-Albert d'Ursel, militare belga († 1738)
- 12 febbraio - Rudolf Jakob Camerarius, botanico e entomologo tedesco († 1721)
- 21 febbraio - Benedikt Anton Aufschnaiter, compositore austriaco († 1742)
- 22 febbraio - Giovanni Serbelloni, II duca di San Gabrio, militare, politico e nobile italiano († 1732)
- 26 febbraio - Giorgio Augusto di Nassau-Idstein, nobile tedesco († 1721)

## Marzo(6)
- 4 marzo - Philip Christoph Königsmarck, militare svedese († 1694)
- 14 marzo - Giuseppe Maria Crespi, pittore italiano († 1747)
- 17 marzo - Gio Enrico Vaymer, pittore italiano († 1738)
- 21 marzo - José Benito de Churriguera, architetto e scultore spagnolo († 1725)
- 27 marzo - Benjamin Neukirch, letterato, poeta e avvocato tedesco († 1729)
- 27 marzo - Pietro Pariati, librettista e poeta italiano († 1733)

## Aprile(3)
- 13 aprile - Giovanni Ruggeri, architetto italiano († 1729)
- 28 aprile - Pier Jacopo Martello, poeta e drammaturgo italiano († 1727)
- 29 aprile - James Butler, II duca di Ormonde, militare e politico irlandese († 1745)

## Maggio(4)
- 1º maggio - Elisabetta Albertina di Anhalt-Dessau, nobile († 1706)
- 12 maggio - Albertus Seba, farmacista e zoologo olandese († 1736)
- 15 maggio - Gundakar Ludwig von Althann, nobile, generale e diplomatico austriaco († 1747)
- 22 maggio - Magnus Stenbock, generale svedese († 1717)

## Luglio(7)
- 2 luglio - Claude François Bidal d'Asfeld, generale francese († 1743)
- 3 luglio - Dmitrij Michajlovič Golicyn, politico russo († 1737)
- 4 luglio - Anna di Schleswig-Holstein-Sonderburg-Wiesenburg, nobildonna tedesca († 1748)
- 5 luglio - Filippo Luzi, pittore italiano († 1722)
- 20 luglio - Imre Esterházy, arcivescovo cattolico ungherese († 1745)
- 24 luglio - Giovanni Giorgio II di Sassonia-Eisenach, nobile tedesco († 1698)
- 31 luglio - Giovanni Reinardo III di Hanau-Lichtenberg, conte tedesco († 1736)

## Agosto(4)
- 4 agosto - Giovanni Battista Cromer, pittore italiano († 1745)
- 6 agosto - Jean-Baptiste Lully il Giovane, compositore francese († 1743)
- 27 agosto - John Hervey, I conte di Bristol, politico inglese († 1751)
- 29 agosto - Giuseppe Antonio Davanzati, patriarca cattolico italiano († 1755)

## Settembre(1)
- 28 settembre - George FitzRoy, I duca di Northumberland, nobile, generale e politico inglese († 1716)

## Ottobre(6)
- 1º ottobre - Cristiano Eberardo della Frisia orientale, principe († 1708)
- 2 ottobre - Franz Anton von Harrach, arcivescovo cattolico tedesco († 1727)
- 4 ottobre - Francesco Acquaviva d'Aragona, cardinale e arcivescovo cattolico italiano († 1725)
- 12 ottobre - Cristina Teresa di Löwenstein-Wertheim-Rochefort, contessa tedesca († 1730)
- 22 ottobre - Anastasija Petrovna Prozorovskaja, nobildonna russa († 1729)
- 26 ottobre - Philipp Karl von Eltz, arcivescovo cattolico tedesco († 1743)

## Novembre(2)
- 17 novembre - Carlo Colonna, cardinale italiano († 1739)
- 24 novembre - Tommaso Niccolò d'Aquino, poeta italiano († 1721)

## Dicembre(3)
- 13 dicembre - Antonio Felice Zondadari senior, cardinale e arcivescovo cattolico italiano († 1737)
- 22 dicembre - Tommaso Redi, pittore italiano († 1726)
- 25 dicembre - Grizel Baillie, scrittrice e cantautrice scozzese († 1746)

## Senza giorno specificato(29)
- Paolo Alboni, pittore italiano († 1730)
- Giovanni Battista Aliprandi, architetto italiano († 1720)
- Armengol Amill, generale spagnolo († 1732)
- Antonio Baldinucci, gesuita italiano († 1717)
- Caterina Biancolelli, attrice teatrale italiana († 1716)
- John Blunt, banchiere inglese († 1733)
- Nicolaus Bruhns, compositore, organista e violinista tedesco († 1697)
- Jean-Baptiste Bullet de Chamblain, architetto francese († 1726)
- Gabriel Cano, militare spagnolo († 1733)
- Scipione Giuseppe Castelbarco, diplomatico italiano († 1731)
- Toribio José Miguel de Cossío y Campa, politico spagnolo († 1743)
- Joseph Dandridge, illustratore e naturalista inglese († 1747)
- Bernardo Facini, astronomo e matematico italiano († 1731)
- Jacopo Franchini, architetto e scultore italiano († 1741)
- Giovanni Francesco Guerniero, architetto e scultore italiano († 1745)
- Nishizawa Ippu, scrittore giapponese († 1731)
- Jean-Louis Lemoyne, scultore francese († 1755)
- Giacomo Filippo Maraldi, astronomo italiano († 1729)
- Henry Maundrell, scrittore e presbitero inglese († 1701)
- Andreas Musalus, matematico, filosofo e architetto greco († 1721)
- Gabrielle-Charlotte Patin, numismatica francese
- Bartolomeo Pedon, pittore italiano († 1732)
- Carlo Luigi Pietragrua, compositore italiano († 1726)
- Johan Richter, pittore svedese († 1745)
- Raimondo Rubí, vescovo cattolico spagnolo († 1729)
- Matthijs Schoevaerdts, pittore e disegnatore fiammingo († 1702)
- Bartolomeo Sessa, nobile italiano
- Francesc Valls, compositore e teorico della musica spagnolo († 1747)
- Josep Galceran II de Pinós-Santcliment, politico spagnolo († 1718)